# 1SWASP J140747.93-394542.6 b
1SWASP J1407 b, formellement 1SWASP J140747.93-394542.6 b, plus connue comme J140747 b voire J1407 b ou encore par son surnom de super-Saturne, est un objet en orbite autour de 1SWASP J140747.93-394542.6, une étoile sous-géante (classe de luminosité IV) orange (type spectral K) de la pré-séquence principale, située à une distance d'environ 454 années-lumière (139 parsecs) du Soleil, dans la direction de la constellation du Centaure.
Il s'agirait d'un objet substellaire, c'est-à-dire d'une naine brune voire d'une planète géante.
1SWASP J1407 b doit son surnom de « super-Saturne » à sa masse très importante, bien plus grande que celle de Saturne, et à son système d'anneaux, également bien plus important que celui de Saturne. Celui-ci serait composé de trente-sept anneaux et sa masse serait d'environ 100 masses lunaires, pour un rayon extérieur d'environ 0,6 unité astronomique (~90 millions de kilomètres). Une lacune (un espace vide entre deux anneaux) située à environ 0,4 unité astronomique (~60 millions de kilomètres) pourrait s'expliquer par l'existence d'un satellite d'une masse au plus égale à 0,8 masse terrestre.